# 愛しきあなたへ
「愛しきあなたへ」（いとしきあなたへ）は、2014年11月5日に発売された大貫妙子 & 小松亮太のコラボレーション・シングル。Sony Music Labels Inc.から発売された。
表題曲は、NHKラジオ第1放送およびFMラジオ放送で毎日放送されている深夜番組「ラジオ深夜便」″深夜便のうた″ として、2014年10月から12月まで放送された。

## 概要・背景
大貫と小松の出会いは、2000年に発表された大貫のアルバム『ensemble』収録曲「エトランゼ 〜etranger」のレコーディングにあたり、大貫が当時まだデビューして間もなかった小松を指名し、セッションを行ったのがきっかけとなっている。「愛しきあなたへ」は、初共演から14年の時を経た二人がそれぞれの個性を出し合い、融合させて制作された。大貫は本作がリリースされる2年ほど前に両親を亡くしており、素直に今の気持ちを書きたいと思い詩を綴ったという。小松は「悲しみの中の明るさのような、言葉では簡単に割り切れない音楽にしようと思いました。毎日放送される曲だから、何度も聴くうちに『そういうことか』と研ぎ澄まされて行くような世界にしたかったんです」と話している。
「奥様お手をどうぞ」の原曲は、1928年にオーストリアの作家フリッツ・ ロッターが作詞を、オーストリア生まれの作曲家ラルフ・アーウィンが作曲を担当しドイツで作られたタンゴで、発表されると瞬く間に大ヒットを記録し、翌年にはこの曲を主題歌としてマレーネ・ディートリッヒ主演のサイレント映画が制作されたほどの人気曲であった。本作では歌詞の付かないインストゥルメンタルで収録されている。編曲を担当した小松勝は小松亮太の実父。この曲は小松のアルバム『碧空〜昭和タンゴ・プレイバック』にも収録されている。
「ラ・クンパルシータ」の原曲は、ウルグアイ出身の作曲家ヘラルド・エルナン・マトス・ロドリゲスによって1919年に書かれたタンゴの名曲。タイトルは ″小さな仮装行列″ を意味する。この曲も小松のアルバム『碧空〜昭和タンゴ・プレイバック』に収録されている。
シングルジャケットのイメージは大貫自身が選んだモチーフで、イラストレーターの網中いづるが描き下ろしたもの。

## 収録曲
1. 愛しきあなたへ（4:48）
作詞：大貫妙子 / 作曲：小松亮太、大貫妙子 / 編曲：小松亮太
2. 奥様お手をどうぞ　Ich Kusse Ihre Hand, Madame（3:34）
作曲：ラルフ・アーウィン（英語版） / 編曲：小松勝
3. ラ・クンパルシータ　La Cumparsita（3:51）
作曲：ヘラルド・マトス・ロドリゲス / 編曲：小松亮太
4. 愛しきあなたへ〈オリジナル・カラオケ〉（4:48）
作詞：大貫妙子 / 作曲：小松亮太、大貫妙子 / 編曲：小松亮太

## 演奏
愛しきあなたへ
- ボーカル：大貫妙子
- バンドネオン：小松亮太
- ヴァイオリン：近藤久美子[11]、伊勢三木子[12]
- ヴィオラ：菊池幹代[13]
- チェロ：松本卓以[14]
- コントラバス：西嶋徹[15]
- ピアノ：峯野祐次[16]

奥様お手をどうぞ
- バンドネオン：小松亮太
- ヴァイオリン：近藤久美子
- コントラバス：松永孝義
- ピアノ：三枝伸太郎[17]
- ギター：レオナルド・ブラーボ

ラ・クンパルシータ
- バンドネオン: 小松亮太、北村聡[18]
- ヴァイオリン: 近藤久美子、喜多直毅
- ヴィオラ: 南かおり[19]
- チェロ： 松本卓以
- コントラバス：松永孝義
- ピアノ：三枝伸太郎

## 参考資料
- 大貫妙子＆小松亮太『ラジオ深夜便 2014年 11月号 No.172』NHKサービスセンター、2014年11月。雑誌19179-11。
- 大貫妙子＆小松亮太『愛しきあなたへ』（ライナーノーツ）Sony Music Labels Inc.、2014年11月5日。SICL-273。